# Кровненский сельский совет (Сумский район)
Кровненский сельский совет (укр. Кровненська сільська рада) — входит в состав
Сумского района
Сумской области
Украины.
Административный центр сельского совета находится в 
с. Кровное.

## Населённые пункты совета
- с. Кровное
- с. Рудневка